# Кейдън Крос
Кейдън Крос (на английски: Kayden Kross) е артистичен псевдоним на Кимбърли Никол Раткамп (Kimberly Nicole Rathkamp) – американска порнографска актриса, режисьор и продуцент на порнографски филми, еротичен модел, радиоводещ и писател.

## Ранен живот
Родена е на 15 септември 1985 г. в град Сакраменто, щата Калифорния, САЩ и от шведски произход. Израства в подножието между Сакраменто и Плейсървил.
Завършва гимназията „Пондероса“ и следва психология в Калифорнийския държавен университет в Сакраменто.
На 18-годишна възраст, искайки да спечели пари, за да си купи пони, Крос започва работа като стриптизьорка в „Шоуто на момичетата на Рик“ в град Ранчо Кордова.

## Кариера

### Порноактриса
Дебютира като актриса в порнографската индустрия през ноември 2006 г., когато е на 21-годишна възраст и докато е студентка. Същата година подписва първия си професионален договор с компанията „Вивид Ентъртейнмънт“ за една година, но след изтичането му не го подновява и на 18 декември 2007 г. сключва договор с продуцентската компания „Адам и Ева“, предвиждащ заснемането на 18 филма през 2008 г. Избрана е за любимка на месеца на списание „Пентхаус“ за септември 2008 г. Следващият ѝ професионален договор е с „Диджитъл Плейграунд“, като от 1 януари 2010 г. тя става ексклузивно момиче на тази компания. Първият ѝ филм за „Диджитъл Плейграунд“ е „Смитс“, който оглавява продажбите веднага и става бестселър. В третия месец от договора си получава главна роля във високобюджетната продукция „Телесна топлина“ и печели за тази си роля XBIZ награда за актьорско изпълнение на годината.
През 2010 г. е водеща заедно с порноактрисата Кърстен Прайс и комедийния актьор Дейв Атъл на церемонията по връчване на 27-ите AVN награди.
Крос е удостоена с три награди за най-добра актриса за изпълнението на ролята си във филма „Телесна топлина“ – XBIZ награда за актьорско изпълнение на годината (2011), както и германските EROTIX награда (2010) и Eroticline награда (2010) за най-добра американска актриса.
Включена е в списъка на „Мръсната дузина: най-популярните звезди в порното“ на телевизионния канал CNBC.
Поставена е на трето място в класацията на списание „Комплекс“, наречена „Топ 100 на най-горещите порнозвезди (точно сега)“ от юли 2011 г.
Има фотосесии за множество списания, сред които „Хъслър“, „Суонк“, „Пентхаус“, „Клуб“, „Рокстар“ и други.
Заедно с порноактрисата Стоя са създателки и собственички на порнографската продуцентска компания „TrenchcoatX“.
Кейдън Крос е едно от водещите лица на американската порноиндустрия в протестите срещу задължителното използване на презервативи по време на снимки на порнографски филми. В началото на 2013 г. заедно с две продуцентски компании и своя колега Логан Пиърс подава жалба във федерален съд срещу управата на Лос Анджелис, която изисква употребата на презервативи при всички порнографски филми, заснети в града.

### Изяви извън порнографската индустрия
На 7 май 2010 г. участва заедно с Райли Стийл, Шанел Престън, Тейлър Виксън, Рон Джереми и редица други порноактьори в 14-ия благотворителен голф турнир и благотворителния търг в памет на Скайлър Нийл в Сими Вали, Калифорния, на които се събират средства за финансиране на борбата с детски заболявания.
Играе водеща роля във видеоклипа на песента „No One Survives“ на метал групата Nekrogoblikon.
Снима се в епизод на петия сезон на американския драматичен сериал „В обувките на Сатаната“, като играе ролята на остроумна еротична танцьорка и приятелка на Джеси Пинкмън, както и в еротичния сериал „Живот на върха“ на телевизия Синемакс.
Участва в документалния филм „Aroused“ (2013 г.) за живота на 16 от най-популярните порнографски филмови актриси.

### Радиоводещ
От началото на 2013 г. води свое седмично шоу „Krossfire“ по „Плейбой радио“.

### Писател
През 2008 г. Крос прави своя поетичен дебют, като представя поезията си в кафе „Камерън Парк“ в Сакраменто.
През лятото на 2012 г. е публикуван разказът ѝ „Планк“, който се появява в електронната книга с кратка проза от млади писатели „Четиридесет истории“. Същата година литературното списание „Максуини“ публикува творческия разговор между Крос и писателя Адам Левин. От месец август 2012 г. тя започва да пише и своя автобиографична книга, в която отделя основно внимание на порнографската индустрия.
Крос пише статии на порнографска и еротична тематика, които публикува в списанията „Пентхаус“, „Комплекс“, „Xbiz“ и в блога на сайта xcritic.com. Има и собствен блог, в който публикува свои статии и размисли относно порнографския бизнес.

## Личен живот
През месец септември 2008 г. Крос е арестувана за нарушения на гражданския и наказателния закон на щата Калифорния и извършена измама при покупката на ипотекиран имот. Повдигнато ѝ е обвинение и е започнато дело в Калифорнийския окръжен съд в Сакраменто. На 29 юни 2009 г. е призната за виновна от съда и е осъдена на един ден затвор и три години пробация.
В началото на септември 2013 г. Крос обявява в блога си, че е бременна от своя приятел и също порноактьор – Мануел Ферара.

## Награди и номинации
Носителка на награди
- 2008: Пентхаус любимец за месец септември.[36]
- 2009: Hot d'Or награда за най-добра американска звезда.[37][38]
- 2010: NightMoves награда за най-добра изпълнителка (избор на феновете).[39]
- 2010: Erotixxx награда за най-добра американска актриса.[16]
- 2011: AVN награда за най-добра групова секс сцена само с момичета – „Телесна топлина“ (с Джеси Джейн, Райли Стийл, Кацуни и Рейвън Алексис).[40]
- 2011: XBIZ награда за актьорско изпълнение на годината (жена) – „Телесна топлина“.[13]
- 2013: XBIZ награда за най-добра сцена – само момичета – „Майки и дъщери“ (с Джеси Джейн, Райли Стийл, Селена Роуз и Вики Чейс).[41]
- 2014: XBIZ награда за най-добра сцена в игрален филм – „Кодекс на честта“ (с Джеси Джейн, Стоя, Райли Стийл, Селена Роуз и Мануел Ферара).[42]
- 2015: XBIZ награда за режисьор на годината (не игрален филм) – „Миша Крос широко отворена“.[43]
- 2015: XBIZ награда за най-добра сцена само с момичета – „Миша Крос широко отворена“ (с Миша Крос).[43]

Номинации
Получава номинации за наградите за изпълнителка на годината на AVN (2009, 2010, 2011, 2012 и 2013 г.) и на XBIZ (2009, 2011, 2012 и 2013).
За актьорските си умения е номинирана за наградите за най-добра актриса на AVN (2010, 2011 и 2012), XRCO (2010, 2011 и 2012), както и има номинация за AVN награда за най-добра поддържаща актриса (2012).
Сред другите ѝ номинации са и тези за наградите на AVN за най-добра нова уеб звезда (2010) и за Crossover звезда на годината (2012 и 2013), за NightMoves награда за най-добро тяло (2013).
Други признания и отличия
- 2007: „Twistys“ момиче на месеца – ноември.[58]
- 2008: Любимка на месеца на списание „Пентхаус“ за септември.[29]
- 2010: Списание „Cheri“: курва на месец октомври.[59]
- 2011: 3-то място в класацията на списание „Комплекс“ – „Топ 100 на най-горещите порнозвезди (точно сега)“.[18]